# Ortigosa
Ortigosa é uma povoação portuguesa do Município de Leiria que foi sede da extinta Freguesia de Ortigosa, freguesia que tinha 12,86 km² de área e 1971 habitantes.
A Freguesia de Ortigosa foi extinta em 2013, no âmbito de uma reforma administrativa nacional, para, em conjunto com a Freguesia de Souto da Carpalhosa formar uma nova freguesia denominada União das Freguesias de Souto da Carpalhosa e Ortigosa com a sede em Souto da Carpalhosa.

## População
| População da freguesia de Ortigosa | População da freguesia de Ortigosa | População da freguesia de Ortigosa | População da freguesia de Ortigosa | População da freguesia de Ortigosa | População da freguesia de Ortigosa | População da freguesia de Ortigosa | População da freguesia de Ortigosa | População da freguesia de Ortigosa | População da freguesia de Ortigosa | População da freguesia de Ortigosa | População da freguesia de Ortigosa | População da freguesia de Ortigosa | População da freguesia de Ortigosa | População da freguesia de Ortigosa |
| ---------------------------------- | ---------------------------------- | ---------------------------------- | ---------------------------------- | ---------------------------------- | ---------------------------------- | ---------------------------------- | ---------------------------------- | ---------------------------------- | ---------------------------------- | ---------------------------------- | ---------------------------------- | ---------------------------------- | ---------------------------------- | ---------------------------------- |
| 1864                               | 1878                               | 1890                               | 1900                               | 1911                               | 1920                               | 1930                               | 1940                               | 1950                               | 1960                               | 1970                               | 1981                               | 1991                               | 2001                               | 2011                               |
|                                    |                                    |                                    |                                    |                                    |                                    |                                    |                                    |                                    |                                    | 1 486                              | 1 658                              | 1 641                              | 1 802                              | 1 971                              |

Constituída  pelo Decreto-Lei n.º 44610, de  02 de Outubro de 1962, com lugares desanexados da freguesia de Souto da Carpalhosa.

## Localização
Ortigosa localiza-se a 14 km do centro da cidade de Leiria e a 40 km da Figueira da Foz. Com boas acessibilidades (estrada nacional 109, auto-estrada A17 e ainda a linha do Oeste), a passar dentro da freguesia relançam esta para boas condições habitacionais, razoável oferta de trabalho e agradável local de lazer.

## História
A Freguesia de Ortigosa foi constituída a 2 de Outubro de 1962 englobando nove povoações. Com uma área de cerca de 13 km², os limites da freguesia tocam os limites das freguesias de Amor, Monte Real, Souto da Carpalhosa, Milagres e Regueira de Pontes.
Diversos cursos de água atravessam ou banham os terrenos desta povoação como o rio Lis e os ribeiros de Ortigosa, de Monte Agudo, de Vale Casal, de Vale Bom e o de Souto da Carpalhosa. Foi a conjugação de toda esta preciosa água, com a constituição geológica do seu solo que originou uma grande fertilidade dos seus campos que permitiu que aqui se desenvolvesse desde muito cedo uma próspera agricultura.
Crê-se que a maior parte dos lugares desta povoação terão feito parte do Reguengo do Ulmar, o que significaria que até 1291 os seus campos estariam permanentemente alagados, o que impedia a fixação das populações. Nesse ano D. Dinis ordenou aos monges agrónomos de Alcobaça a secagem desses autênticos pantanais que se converteram em férteis campos de cultura. A partir daí conheceria toda esta região de Ulmar um grande desenvolvimento.
A história de Ortigosa deve andar de mãos dadas com a de Souto de Carpalhosa, freguesia a que sempre pertenceu até à sua desanexação, e cuja existência deve remontar aos princípios do século XIII. O “Couseiro” cita uma doação feita em 1218 que atesta isso mesmo.
A mesma obra, escrita em 1636, falando das ermidas de Souto, diz que existia “outra no lugar de Ortigosa, invocação de Sancto Amaro, feito no anno de 1610; he de Romagem, e no seo dia se lhe fas festa, tem ali hum modo de feira; devotos a fabricão; poto que os moradores deste Lugar, e dos vizinhos são obrigados à fábrica della; a imagem do Sancto he de vulto. Por curiosiodade, mais de trezentos anos depois, sobre esta mesma capela, Gustavo Matos Sequeira anotava no Inventário Artístico de Portugal: “Er-mida de Santo Amaro – Fica no lugar da Or-tigosa. Tem altar-mor, dois colaterais, e dois nichos laterais, altos. É quase uma igreja”.
Mas o anónimo autor do “Couseiro” ainda referia outra capela num dos lugares da actual freguesia de Ortigosa. Era na povoação da Riva de Aves e sob “a invocação de Nossa Senhora da Victória, feita sendo bispo D. Frei António de Sancta Maria; a imagem he de vulto”. Em 1721, nas respostas enviadas à Academia Real da História aparecem vários dos lugares distribuídos por diferentes vintenas. Aliás uma delas constituía mesmo a “vintena de Ribeira D’Aves, situada ao Poente (de Leiria) e constava de 15 vizinhos e dizem os antigos que procede duma antiga cidade chamada Aves, que foi baptizada pelos mouros, e no mesmo lugar está uma ermida…e é confraria”. Desta vintena constavam ainda Ruiva-queira com 30 vizinhos e Lagoa com 35.
Analisadas as "Memórias Paroquiais de 1758", escritas pelo pároco do Souto verificam-se grandes disparidades, relativamente às informações de 1721, quanto ao número de vizinhos (fogos).

## Património Histórico e Cultural
- Igreja Matriz
- Capela da Sra. da Vitória
- Capela Sra. da Paz
- Fontes de Santo Amaro

## Eventos Culturais (Festas populares e religiosas)
- Santo Amaro (Janeiro)
- Santo António (Janeiro)
- Nossa Senhora das Vitórias e S.Jorge (Domingo a seguir à Pascoa)
- Nossa Senhora da Paz (Junho)

## Instituições e Colectividades
- Grupo Desportivo de Santo Amaro
- Secção de Judo do Grupo Desportivo de SAnto Amaro
- Basket Clube do Liz
- Ribaliz Futebol Clube
- Só Sócios
- Rancho “Flores da Primavera”
- Associação Humanitária dos Bombeiros Voluntários da Ortigosa
- Modeliz – Modelismo do Liz
- Samvipaz – Associação de Solidariedade Social
- Grupo de Jovens "Novas Raízes"
- Centro Equestre Francisco Alcaide

## Lazer/Desporto
Do futebol ao basket, passando pelo Judo, modelismo, btt, futsal, pesca, equitação, etc. a população ortigosense poderá desfrutar das mais diversas modalidades.
O Sto Amaro é actualmente o símbolo mais importante na freguesia, ao disputar o campeonato distrital de futebol em Leiria, possui instalações próprias e actualmente possui um relvado sintáctico.
Actualmente o Parque Da Lagoa é o local mais mediático da freguesia. Do lazer à natureza encontramos neste sitio boas condições para a pratica de piqueniques. Ai também se encontra uma escola de transito livre e ainda um polidesportivo.

## Agromuseu
No dia 27 de Junho de 2009, foi inaugurado o Agromuseu Municipal D. Julinha, em Ortigosa. A.abertura ao público teve lugar terça-feira, dia 30 de Junho.
Este espaço museológico resulta da intervenção levada a efeito pela autarquia nas instalações da antiga Casa Agrícola Pereira Alves de Matos Carreira, conhecida por todos como “Casa Saudade” e que foi doada ao Município por D. Maria Leonilde Pereira Alves Carreira, conhecida carinhosamente por “Dona Julinha”, com o objectivo essencial de garantir a preservação da memória e vivência daquele tão importante património rural, tornando-o acessível à comunidade.
O Agromuseu Municipal Dona Julinha, oferece aos visitantes actividades permanentes, com visitas guiadas num circuito que fornece toda a informação possível acerca da vida rural.
Sobretudo dirigidas ao público escolar, as hortas pedagógicas do Agromuseu Municipal Dona Julinha, são espaços próprios para os alunos, em pequenos grupos, poderem aprender e experimentar a preparar a terra, semear, plantar, mondar, sachar, regar, acompanhando todo o processo de crescimento e maturação dos produtos hortícolas. Os animais (patos, galinhas e outros) merecerão igualmente a atenção das crianças, que poderão observar e aprender os seus hábitos e dietas, para além de poderem participar nas tarefas dos tratadores.
Rituais e festividades cíclicas serão também relembrados, bem como a transformação artesanal dos alimentos, com a promoção de produtos regionais, tais como os enchidos, os queijos, o vinho, a broa de milho, os doces e as compotas caseiras.

## Lugares da antiga Freguesia de Ortigosa
- Ortigosa
- Ruivaqueira
- Casal
- Ameixoeira
- Lagoa
- Relva
- Matodeira
- Rego D'água
- Riba d'aves
- Lameira
- Monte Agudo.